# Boulevard de la Liberté (Châtillon, Hauts-de-Seine)
Pour les articles homonymes, voir Boulevard de la Liberté.
Le boulevard de la Liberté est un important axe de communication de Châtillon dans les Hauts-de-Seine,. Il suit la route départementale 72.

## Situation et accès
Orienté du nord-ouest au sud-est, et décrivant une longue courbe, il commence son trajet au carrefour de l'avenue de Paris et de l'avenue de Verdun dans l'axe du boulevard de Vanves.
Il marque ensuite le début de la rue Gabriel-Péri puis de la rue de la Gare vers le sud, et ensuite croise l'avenue de la République.
Il se termine à la limite de Bagneux, à un important rond-point où convergent la rue Perrotin, l'avenue du Général-de-Gaulle, la rue de Chartres, la rue de Bagneux et la rue Colbert.
Sa desserte est, à l'ouest, assurée par la ligne 6 du tramway d'Île-de-France.

## Historique
Un plan de 1693 montre l'emplacement d'une plâtrière entre la rue de Merseburg et la rue Pierre-Semard.
La partie orientale du boulevard est réaménagée en 2018.

## Bâtiments remarquables et lieux de mémoire

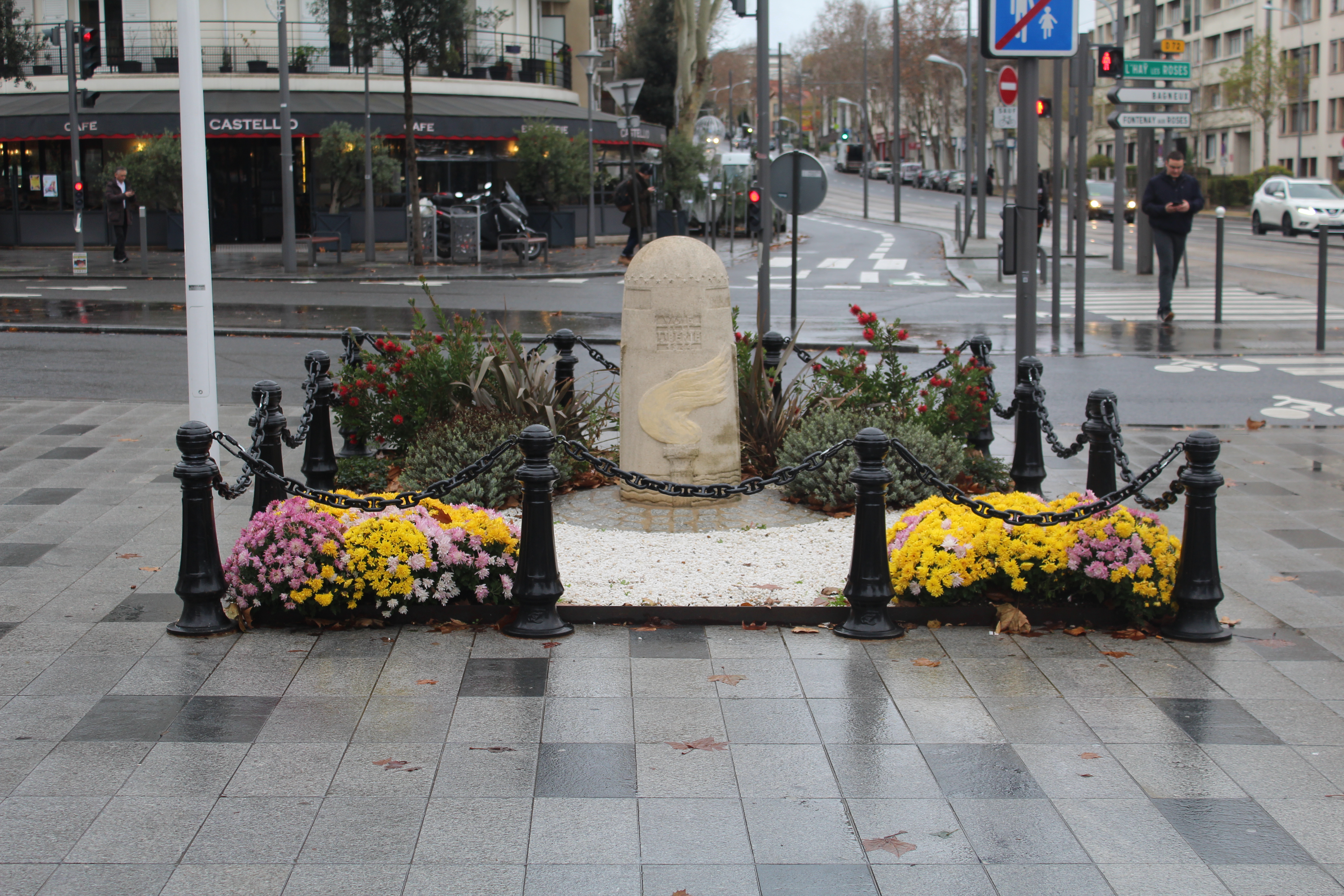
Mémorial de la Capitulation du Nazisme. Photographie de 2018.

- Au no 9, la Maison Granchamp[5], recensée dans l'inventaire général du patrimoine culturel[6].
- Au no 51, Théâtre et centre culturel L'Ampoule[7].
- Un épisode de l'émission L'addition s'il vous plaît y a été tourné en 2015.
- Mémorial de la Capitulation du Nazisme.
- Parc Henri-Matisse.